# Yang Ji-won
Đây là một tên người Triều Tiên, họ là Yang.
Yang Ji-won (Hangul: 양지원, Hanja: 楊知元, Hán-Việt: Dương Trí Nguyên, sinh ngày 5 tháng 4 năm 1988) là một nữ ca sĩ và diễn viên người Hàn Quốc, thành viên nhóm nhạc dự án UNI.T thông qua chương trình thực tế The Unit. Jiwon là cựu thành viên nhóm nhạc T-ara  do công ty giải trí Mnet Media (hiện nay là MBK Entertainment) thành lập và quản lý, ra mắt vào năm 2009, 4 tháng sau, cô rời nhóm do có sự khác biệt về âm nhạc. Sau khi rời Mnet Media, cô trở thành thành viên của nhóm nhạc Spica do công ty B2M Entertainment thành lập và quản lý, ra mắt năm 2012. Nhóm đã tan rã vào năm 2017.
Cô xếp thứ 6 chung cuộc trong chương trình The Unit và chính thức trở thành thành viên của UNI.T, nhóm dự kiến sẽ hoạt động 1 năm 1 tháng. Sau khi tan rã, các thành viên sẽ quay về công ty của họ.

## Tiểu sử
Jiwon được sinh ra tại Seoul, Hàn Quốc vào ngày ngày 5 tháng 4 năm 1988. Sau khi học trung học, cô đã học tại Đại học Dongguk, ngành sân khấu và điện ảnh.

## Sự nghiệp

### Trước khi ra mắt
Trước khi ra mắt, cô là thành viên của nhóm Five Girls thuộc Good Entertainment vào năm 2007. Do vấn đề tài chính, nhóm không bao giờ ra mắt.

### 2009: Thành viên củaT-ara, rời nhóm và rờiMBK Entertainment(Core Contents Media)
Sau khi Good Entertainment bị giải tán, Jiwon được chuyển đến Core Contents Media và được đào tạo trong nhóm nhạc nữ T-ara trong năm 2009. Trước khi ra mắt, nhóm đã hát ca khúc "Good Person" làm nhạc nền cho bộ phim truyền hình "Cinderella Man". Tuy nhiên vào đầu tháng 6 năm 2009, cô đã xin rời khỏi nhóm với lý do khác biệt trong phong cách âm nhạc. Sau đó cô rời khỏi công ty trong năm 2010.

### 2012-2017: Thành viên của Spica
Năm 2011, cô chuyển đến B2M Entertainment và trở thành học viên. Ngày 8 tháng 2 năm 2012, cô chính thức ra mắt cùng nhóm nhạc Spica. Nhóm đã tan rã vào năm 2017.

### 2017-nay: Tham gia The Unit, thành viên của UNI.T
Tháng 10 năm 2017, cô tham gia chương trình thực tế sống còn mang tên The Unit, cố xếp thứ 6 chung cuộc, trở thành thành viên của nhóm nhạc dự án UNI.T, nhóm sẽ hoạt động đến hết tháng 4 năm 2019, cô đảm nhận vai trò hát dẫn trong nhóm.

## Danh sách đĩa nhạc
| Năm  | Bài hát                 | Album              |
| ---- | ----------------------- | ------------------ |
| 2009 | Good Person (좋은 사람) | Cinderella Man OST |

## Danh sách phim

### Phim
| Năm  | Tựa đề         | Vai diễn      |
| ---- | -------------- | ------------- |
| 2008 | Death Bell     | Min Hye Young |
| 2008 | More Than Blue | Cream (young) |

### Phim truyền hình
| Năm  | Tựa đề    | Vai diễn    | Kênh TV |
| ---- | --------- | ----------- | ------- |
| 2011 | What's up | Yang Ji-eun | MBN     |

### Video âm nhạc
| Năm  | Bài hát                    | Nghệ sĩ      | Vai diễn          |
| ---- | -------------------------- | ------------ | ----------------- |
| 2006 | Once in a Life Time        | Shinhwa      | Nhân vật nữ chính |
| 2008 | I Miss You                 | SG Wannabe   | Nhân vật nữ chính |
| 2011 | Yesterday                  | Kim Kyu jong | Nhân vật nữ chính |
| 2011 | Motdoen Namja (못된 남자)  | No Gi Tae    | Nhân vật nữ chính |
| 2013 | Shower Of Tears (눈물샤워) | Bae Chi Gi   | Nhân vật nữ chính |

### Truyền hình thực tế
| Năm  | Tựa đề              | Vai diễn                  | Kênh TV |
| ---- | ------------------- | ------------------------- | ------- |
| 2005 | Battle Shinhwa      | Khách mời                 | Mnet    |
| 2007 | Diary of Five Girls | Thành viên                | MTV     |
| 2011 | We Got Married      | Khách mời                 | MBC     |
| 2012 | The Romantic & Idol | MC, thành viên của phần 2 | tvN     |